# Little Curly Hair in a High Chair
Clip vidéo
[vidéo] « Eddie Cantor - Little Curly Hair in a High Chair », sur YouTube
[vidéo] « Helen O'Connell & Jimmy Dorsey - Little Curly Hair in a High Chair », sur YouTube
Little Curly Hair in a High Chair (Petits cheveux bouclés dans une chaise haute, en anglais) est une chanson d'amour standard de jazz, composée par Nat Simon (en), avec des paroles de Charles Tobias,,. Le titre est enregistré par le big band jazz de Jimmy Dorsey, avec les voix de Bob Eberly ou d'Helen O'Connell, chez Decca Records, et par Eddie Cantor pour la musique du film Forty Little Mothers de la Metro-Goldwyn-Mayer, de 1940.

## Histoire
Le film Forty Little Mothers (Quarante petites mères) de la Metro-Goldwyn-Mayer de 1940, est un remake américain du film français à succès Le Mioche, de Léonide Moguy, de 1936 (un professeur de pensionnat de jeunes filles trouve un bébé devant sa porte, et est contraint de le cacher dans sa chambre, avant que le bébé finisse par être adopté par tout le pensionnat). Eddie Cantor (le professeur, entre autres interprète du tube Yes Sir, That's My Baby de 1925) l’interprète dans le film à son bébé, ainsi qu'à la fin du film « Petits cheveux bouclés dans une chaise haute, quelle est ta demande aujourd'hui, je ferai tout ce que tu demandes..., ma journée commence et se termine avec toi... ».

## Reprises
Ce standard de jazz est interprété ou repris en de nombreuses versions, entre autres par Jimmy Dorsey, Bob Eberly, Helen O'Connell, Eddie Cantor, Fats Waller, Gracie Fields...

## Au cinéma
- 1940 : Forty Little Mothers, de Busby Berkeley, interprétée par Eddie Cantor[5].